# Rhinolophus landeri
Rhinolophus landeri е вид прилеп от семейство Подковоносови (Rhinolophidae). Видът не е застрашен от изчезване.

## Разпространение и местообитание
Разпространен е в Ангола, Бенин, Буркина Фасо, Бурунди, Габон, Гамбия, Гана, Гвинея, Демократична република Конго, Екваториална Гвинея, Етиопия, Замбия, Зимбабве, Камерун, Кения, Кот д'Ивоар, Либерия, Малави, Мозамбик, Нигер, Нигерия, Руанда, Сенегал, Сиера Леоне, Сомалия, Танзания, Того, Уганда, Централноафриканска република, Южен Судан и Южна Африка.
Обитава гористи местности, пещери и савани в райони с тропически климат, при средна месечна температура около 24 градуса.

## Описание
Теглото им е около 9,4 g.